# Maksymilianowo (stacja kolejowa)
Maksymilianowo – stacja kolejowa w Maksymilianowie, w gminie Osielsko, w powiecie bydgoskim, w województwie kujawsko-pomorskim. Według klasyfikacji PKP ma kategorię dworca aglomeracyjnego. Ruch pasażerski obsługują Przewozy Regionalne oraz Arriva RP.

## Ruch pasażerski
| Rok  | Wymiana pasażerska na dobę |
| ---- | -------------------------- |
| 2017 | 200-299                    |
| 2022 | 200-299                    |

Do 1970 roku stacja obsługiwała ruch wąskotorowy Bydgoskich Kolei Powiatowych. Do dziś w pobliskich lasach można znaleźć nasypy po torowiskach.
W l. 2018-2019 nad północną głowicą stacji zbudowano wiadukt drogi szybkiego ruchu S5 o długości ponad 160 m (plus 22-metrowy przejazd nad bocznicą do jednostki wojskowej w Bożenkowie). Na żądanie PKP konieczne było takie jego przeprojektowanie, aby możliwe było przebudowanie rozplotu linii do Wierzchucina i Laskowic na bezkolizyjny.

## Połączenia
Od rozkładu 2018/2019 (stan na lipiec 2019) Maksymilianowo posiada połączenia z:
- Bydgoszczą
- Chojnicami
- Laskowicami Pomorskimi
- Tucholą
- Gdynią
- Słupskiem
- Wierzchucinem.

Za stacją Maksymilianowo następuje rozgałęzienie połączeń - w kierunku Gdyni oraz Chojnic.